# Campanula marchesettii
Campanula marchesettii là loài thực vật có hoa trong họ Hoa chuông. Loài này được Witasek mô tả khoa học đầu tiên năm 1902.